# Leo Fernandes
Leonardo Fernandes (São Paulo, Brasil; 23 de diciembre de 1991) es un futbolista brasileño. Juega de centrocampista y su equipo actual es el Tampa Bay Rowdies de la USL Championship de Estados Unidos.

## Trayectoria

### Inicios
Nació en São Paulo pero creció en North Babylon, Nueva York. Entre 2009 y 2012 jugó al soccer universitario para los Stony Brook Seawolves de la Universidad de Stony Brook.

### Philadelphia Union
El 22 de enero de 2013. Fernandes fue seleccionado por el Philadelphia Union en el lugar 62 del SuperDraft de la MLS 2013. A pesar de que en su primera temporada en el club fue un habitual suplente, en la temporada 2014 se consolidó como uno de los titulares.

### Harrisburg City Islanders
Entre 2013 y 2014 formó parte del equipo filial de Philadelphia en la USL, el Harrisburg City Islanders.

### New York Cosmos
En la temporada 2015 fue enviado a préstamo al New York Cosmos de la NASL por todo el año. Fue un jugador regular del equipo, consiguiendo con su equipo el título de la NASL 2015, además de ser nombrado jugador joven del año de la NASL 2015.

### Bethlehem Steel FC
De regreso a Philadelphia, fue enviado a préstamo al nuevo equipo reserva del club, el Bethlehem Steel FC.

### Tampa Bay Rowdies
El 18 de enero de 2017 fichó por el Tampa Bay Rowdies de la USL Championship.

## Estadísticas
Actualizado al último partido disputado el 7 de marzo de 2020.
| Philadelphia Union Estados Unidos        |               |               |     |    |    |   |   |   |   |    |     |    |
| 1.ª                                      | 2013          | 7             | 0   | 2  | 0  | - | - | - | - | 9  | 0   |    |
| 1.ª                                      | 2014          | 13            | 2   | 2  | 0  | - | - | - | - | 15 | 2   |    |
| 1.ª                                      | 2016          | 12            | 0   | 3  | 0  | - | - | - | - | 12 | 3   |    |
| Total club                               | Total club    | 32            | 2   | 7  | 0  | 0 | 0 | 0 | 0 | 39 | 5   |    |
| Harrisburg City Islanders Estados Unidos |               |               |     |    |    |   |   |   |   |    |     |    |
| 3.ª                                      | 2013          | 2             | 1   | -  | -  | - | - | - | - | 2  | 1   |    |
| 3.ª                                      | 2014          | 3             | 0   | -  | -  | - | - | - | - | 3  | 0   |    |
| Total club                               | Total club    | 5             | 1   | 0  | 0  | 0 | 0 | 0 | 0 | 5  | 1   |    |
| NY Cosmos Estados Unidos                 |               |               |     |    |    |   |   |   |   |    |     |    |
| 2.ª                                      | 2015          | 28            | 8   | 3  | 2  | - | - | - | - | 31 | 10  |    |
| Total club                               | Total club    | 28            | 8   | 3  | 2  | 0 | 0 | 0 | 0 | 31 | 10  |    |
| Bethlehem Steel FC Estados Unidos        |               |               |     |    |    |   |   |   |   |    |     |    |
| 3.ª                                      | 2016          | 14            | 1   | -  | -  | - | - | - | - | 14 | 1   |    |
| Total club                               | Total club    | 14            | 1   | 0  | 0  | 0 | 0 | 0 | 0 | 14 | 1   |    |
| Tampa Bay Estados Unidos                 |               |               |     |    |    |   |   |   |   |    |     |    |
| 2.ª                                      | 2017          | 11            | 0   | 2  | 0  | - | - | - | - | 13 | 0   |    |
| 2.ª                                      | 2018          | 28            | 3   | 1  | 0  | - | - | - | - | 29 | 3   |    |
| 2.ª                                      | 2019          | 29            | 4   | 1  | 0  | - | - | - | - | 30 | 4   |    |
| 2.ª                                      | 2020          | 1             | 1   | -  | -  | - | - | - | - | 1  | 1   |    |
| Total club                               | Total club    | 69            | 8   | 4  | 0  | 0 | 0 | 0 | 0 | 73 | 8   |    |
| Total carrera                            | Total carrera | Total carrera | 148 | 20 | 14 | 2 | 0 | 0 | 0 | 0  | 162 | 22 |
| (1) Incluye datos de la U.S. Open Cup    |               |               |     |    |    |   |   |   |   |    |     |    |

## Palmarés

### Títulos nacionales
| Título                                   | Club            | País           | Año  |
| ---------------------------------------- | --------------- | -------------- | ---- |
| North American Soccer League Soccer Bowl | New York Cosmos | Estados Unidos | 2015 |

### Distinciones individuales
| Distinción                                       | Año  |
| ------------------------------------------------ | ---- |
| Jugador joven de la North American Soccer League | 2015 |